# Ервеник
Ервеник (хорв. Ervenik) — населений пункт і громада в Шибеницько-Книнській жупанії Хорватії.

## Населення
Населення громади за даними перепису 2011 року становило 1 105 осіб. Населення самого поселення становило 287 осіб.
Динаміка чисельності населення громади:
Динаміка чисельності населення центру громади:

## Населені пункти
Крім поселення Ервеник, до громади також входять: 
- Мокро Полє
- Отон
- Паджене
- Радучич

## Клімат
Середня річна температура становить 13,59 °C, середня максимальна – 28,43 °C, а середня мінімальна – -1,18 °C. Середня річна кількість опадів – 914 мм.
| Клімат поселення                              | Клімат поселення | Клімат поселення | Клімат поселення | Клімат поселення | Клімат поселення | Клімат поселення | Клімат поселення | Клімат поселення | Клімат поселення | Клімат поселення | Клімат поселення | Клімат поселення | Клімат поселення |
| Показник                                      | Січ.             | Лют.             | Бер.             | Квіт.            | Трав.            | Черв.            | Лип.             | Серп.            | Вер.             | Жовт.            | Лист.            | Груд.            |                  |
| Середній максимум, °C                         | 9,72             | 10,95            | 14,01            | 17,48            | 22,15            | 25,95            | 28,43            | 28,08            | 23,67            | 18,86            | 13,43            | 10,28            |                  |
| Середня температура, °C                       | 4,26             | 5,51             | 8,56             | 12,02            | 16,72            | 20,52            | 23,89            | 23,54            | 19,12            | 14,33            | 8,90             | 5,74             |                  |
| Середній мінімум, °C                          | −1,18            | 0,07             | 3,12             | 6,58             | 11,28            | 15,07            | 19,34            | 19,01            | 14,60            | 9,80             | 4,35             | 1,20             |                  |
| Норма опадів, мм                              | 74               | 68               | 73               | 81               | 69               | 66               | 44               | 56               | 89               | 96               | 108              | 90               |                  |
| Середньомісячна швидкість вітру, м/с          | 1.65             | 1.85             | 2.12             | 2.11             | 1.88             | 1.70             | 1.71             | 1.54             | 1.58             | 1.59             | 1.86             | 1.84             |                  |
| Середньомісячна сонячна радіація, кДж/м²·день | 5078             | 7807             | 11437            | 16086            | 20071            | 22402            | 24095            | 21103            | 15607            | 10014            | 5493             | 4346             |                  |
| --------------------------------------------- | ---------------- | ---------------- | ---------------- | ---------------- | ---------------- | ---------------- | ---------------- | ---------------- | ---------------- | ---------------- | ---------------- | ---------------- | ---------------- |
| Джерело:                                      |                  |                  |                  |                  |                  |                  |                  |                  |                  |                  |                  |                  |                  |